# Canton de Cusset
Le canton de Cusset est une circonscription électorale française du département de l'Allier, créée par le décret du 27 février 2014 et entrant en vigueur lors des élections départementales de 2015.

## Histoire

### Avant 1985
Au XIXe siècle, le canton de Cusset s'étendait sur 189 km2 et comptait douze communes : Abrest, Bost, Busset, Creuzier-le-Neuf, Creuzier-le-Vieux, Cusset, La Chapelle, Mariol, Molles, Saint-Yorre, Le Vernet et Vichy pour une population de 15 392 habitants.
En 1892, le canton de Cusset perd quatre communes : Abrest, Saint-Yorre, Le Vernet et Vichy, qui sont intégrées dans le nouveau canton de Vichy[réf. souhaitée] ; Vichy est désormais chef-lieu de canton de l'arrondissement de Lapalisse (puis chef-lieu d'arrondissement à partir de 1941). Un décret de 1973 scinde le canton en deux : Vichy-Nord (fraction de Vichy) et Vichy-Sud (fraction de Vichy plus les trois autres communes).

### 1985-2015: deux cantons
Un décret de 1985 scinde le canton de Cusset en deux parties.
La commune de Cusset est alors chef-lieu de deux cantons. La frontière est définie par « l'avenue de Vichy (à partir de la limite territoriale de la commune de Vichy), chemin piétonnier séparant le château de Presles du centre d'enseignement Vichy-Cusset (jusqu'à la rue d'Anjou), la rue d'Anjou (jusqu'au chemin piétonnier menant au château d'eau), chemin piétonnier menant au château d'eau (jusqu'à l'avenue de Vichy), avenue de Vichy, rue de la République, boulevard du Général-de-Gaulle, place Victor-Hugo, place Radoult-de-Lafosse, rue Rocher-Favyé, place Félix-Cornil, cours La Fayette, rue de la Barge, route de Ferrières, voie communale no 2 (jusqu'au chemin des Vignes), chemin des Vignes, rue des Tuileries, chemin de Meunière (jusqu'à la rivière Le Jolan), et par la rivière Le Jolan (jusqu'à la limite de la commune de Molles) ».
Le canton de Cusset-Nord comprend la portion de territoire de la commune de Cusset située au nord de cette frontière, ainsi que les trois communes de Bost, de Creuzier-le-Neuf et de Creuzier-le-Vieux.
Le canton de Cusset-Sud comprend la portion de territoire de la commune de Cusset située au sud de cette frontière, ainsi que les communes de Bost, Busset, La Chapelle, Creuzier-le-Neuf, Creuzier-le-Vieux, Mariol, Molles, plus trois communes issues du canton de Vichy-Sud : Abrest, Saint-Yorre et Le Vernet. Les deux cantons de Vichy sont par ailleurs modifiés.

### Retour du canton unique en 2015
Un nouveau découpage territorial de l'Allier entre en vigueur en mars 2015, défini par le décret du 27 février 2014, en application des lois du 17 mai 2013 (loi organique 2013-402 et loi 2013-403). Les conseillers départementaux sont, à compter de ces élections, élus au scrutin majoritaire binominal mixte. Les électeurs de chaque canton élisent au Conseil départemental, nouvelle appellation du Conseil général, deux membres de sexe différent, qui se présentent en binôme de candidats. Les conseillers départementaux sont élus pour six ans au scrutin binominal majoritaire à deux tours, l'accès au second tour nécessitant 12,5 % des inscrits au premier tour. En outre la totalité des conseillers départementaux est renouvelée. Ce nouveau mode de scrutin nécessite un redécoupage des cantons dont le nombre est divisé par deux avec arrondi à l'unité impaire supérieure si ce nombre n'est pas entier impair, assorti de conditions de seuils minimaux. Dans l'Allier, le nombre de cantons passe ainsi de 35 à 19. Le canton de Cusset fait partie des neuf nouveaux cantons du département, les dix autres cantons portant la dénomination d'un ancien canton, mais avec des limites territoriales différentes.
Le canton compte quatre communes : celles du canton de Cusset-Nord et l'intégralité de la commune de Cusset.

## Représentation

### Représentation: conseillers généraux de 1833 à 1985
| Période         | Période      | Identité                        | Étiquette                        | Qualité                                                                                            |
| --------------- | ------------ | ------------------------------- | -------------------------------- | -------------------------------------------------------------------------------------------------- |
| 1833            | 1852         | Annet-Marie Arloing (1795-1882) |                                  | Notaire, propriétaire, maire de Cusset (1830-1848)                                                 |
| 1852            | 1870         | Joseph Fourneris (1833-1879)    |                                  | Maréchal des logis au 10ème chasseur en garnison à Poitiers Légiste et maire de Cusset (1852-1869) |
| 1870            | 1898         | Victor André Cornil             | Républicain                      | Docteur en médecine à Paris Propriétaire et maire de Creuzier-le-Neuf Sénateur (1885-1903)         |
| 1898            | 1900 (décès) | François Frémont (1853-1900)    | Rad.                             | Brasseur Maire de Cusset (1898-1900)                                                               |
| 1900            | 1919 (décès) | Gilbert Roux                    | Rad.                             | Négociant, maire de Cusset (1903-1915)                                                             |
| 1919            | 1922         | Gilles Chateau                  | Gauche républicaine démocratique | Avoué à Cusset, député (1919-1924)                                                                 |
| 1922            | 1934         | Antonin Pirel (1888-1953)       | PSC puis PUP                     | Vétérinaire et marchand de chevaux Maire de Molles (1932-1942 et 1945)                             |
| 1934            | 1940         | Georges Roux (1879-1952)        | PRS                              | Industriel - Maire de Cusset (1928-1936 et 1947-1952)                                              |
|                 |              |                                 |                                  | |
| 1942            | 1945         | Auguste Dupré                   |                                  | Maire de Cusset Nommé conseiller départemental en 1942                                             |
|                 |              |                                 |                                  | |
| 1945            | 1952 (décès) | Georges Roux                    | DVG                              | Industriel - Maire de Cusset                                                                       |
| 19 octobre 1952 | 1979         | Gabriel Péronnet                | Rad. puis UDF-Rad.               | Vétérinaire Député (1962-1974 et 1978-1981) Secrétaire d'État (1974-1976)                          |
| 1979            | 1985         | René Bardet (1936-2013)         | PCF                              | Adjoint au maire de Cusset Elu en 1986 dans le Canton de Cusset-Nord                               |

### Conseillers d'arrondissement (de 1833 à 1940)
- Le canton de Cusset avait deux conseillers d'arrondissement jusqu'en 1895.
- De 1833 à 1926, le canton de Cusset faisait partie de l'arrondissement de Lapalisse.

| Période                                  | Période           | Identité                    | Étiquette           | Qualité |
| ---------------------------------------- | ----------------- | --------------------------- | ------------------- | --- |
| 1833                                     | 1848              | René Challier               |                     | Médecin, adjoint au maire de Cusset                                                                                          |
| 1833                                     | 1836              | M. Perraut                  |                     | Maire de Creuzier-le-Vieux                                                                                                   |
| 1836                                     | 1848              | Pierre Louis Gaillard       |                     | Avocat à Cusset |
|                                          |                   |                             |                     | |
| av.1883                                  | 1883 (décès)      | Jean Cornillon              | Républicain         | Médecin inspecteur adjoint près les eaux minérales de Vichy                                                                  |
| av.1883                                  | 1883 (annulation) | Nicolas Larbaud (1822-1889) | Républicain         | Pharmacien et propriétaire à Vichy, propriétaire des sources thermales de Saint-Yorre, Président du Conseil d'arrondissement |
| 1883                                     |                   | James Combe                 | Républicain         | Maire de Cusset |
| 24 août 1884                             | 1892              | Georges Durin               | Républicain         | Avocat, maire de Vichy (1879-1892), élu conseiller général du canton de Vichy                                                |
|                                          |                   |                             |                     | |
| av.1901                                  | 1913              | Pierre Gagnol               | Républicain Radical | Maire de Creuzier-le-Neuf |
| 1913                                     | 1919              | Claude-Mazelier Corre       | Radical             | Agriculteur, maire de Molles                                                                                                 |
| 1919                                     | 1925              | Henri-Joseph Arnoux         | RG                  | Propriétaire à Cusset |
| 1925                                     | 1940              | Jean Pelton                 | PRS puis Rad.       | Pépiniériste-horticulteur à Cusset                                                                                           |
| 1940                                     |                   |                             |                     | Les conseils d'arrondissement ont été suspendus par la loi du 12 octobre 1940 et n'ont jamais été réactivés                  |
| Les données manquantes sont à compléter. |                   |                             |                     | |

Sources : Archives départementales de l'Allier, rubrique "Presse" - https://archives.allier.fr/archives-en-ligne/presse?arko_default_63e27309704a6--ficheFocus=

### Conseillers départementaux depuis 2015
| Période élective | Période élective | Mandat | Mandat   | Identité             | Nuance | Nuance | Qualité |
| ---------------- | ---------------- | ------ | -------- | -------------------- | ------ | ------ | --- |
| 2015             | 2021             | 2015   | 2021     | Annie Corne          |        | LR     | Orthophoniste libérale Première adjointe au maire de Cusset 10e vice-présidente chargée de l'emploi, de l'économie sociale, de l'insertion sociale et professionnelle, et de la prévention spécialisée |
| 2015             | 2021             | 2015   | 2021     | Jean-Sébastien Laloy |        | LR     | Avocat Maire de Cusset depuis 2014 9e vice-président chargé de la culture, du patrimoine, de l'enseignement supérieur, et de la mémoire                                                                |
| 2021             | 2028             | 2021   | en cours | Annie Corne          |        | LR     | Orthophoniste libérale Première adjointe au maire de Cusset 8e Vice-présidente - Insertion et emploi                                                                                                   |
| 2021             | 2028             | 2021   | en cours | Jean-Sébastien Laloy |        | LR     | 1er vice-président chargé de l'aménagement et des partenariats territoriaux Avocat Maire de Cusset depuis 2014                                                                                         |

#### Élections de mars 2015
À l'issue du premier tour des élections départementales de 2015, deux binômes sont en ballottage : Annie Corne et Jean-Sébastien Laloy (Union de la Droite, 43,37 %) et Magali Dubreuil et Christian Fournier (Union de la Gauche, 19,21 %). Le taux de participation est de 53,41 % (6 531 votants sur 12 229 inscrits) contre 53,8 % au niveau départemental et 50,17 % au niveau national.
Au second tour, Annie Corne et Jean-Sébastien Laloy (Union de la Droite) sont élus avec 63,01 % des suffrages exprimés et un taux de participation de 52,97 % (3 741 voix pour 6 478 votants et 12 229 inscrits).

#### Élections de juin 2021
Le premier tour des élections départementales de 2021 est marqué par un très faible taux de participation (33,26 % au niveau national). Dans le canton de Cusset, ce taux de participation est de 36,64 % (4 455 votants sur 12 158 inscrits) contre 36,56 % au niveau départemental. À l'issue de ce premier tour,  le binôme constitué de Annie Corne et Jean-Sébastien Laloy (LR, 75,76 %), est élu avec 75,76 % des suffrages exprimés.

## Composition depuis 2015
Le nouveau canton de Cusset est composé de quatre communes entières.
| Nom                            | Code Insee | Intercommunalité    | Superficie (km2) | Population (dernière pop. légale) | Densité (hab./km2) | Modifier                                    |
| ------------------------------ | ---------- | ------------------- | ---------------- | --------------------------------- | ------------------ | ------------------------------------------- |
| Cusset (bureau centralisateur) | 03095      | CA Vichy Communauté | 31,93            | 13 329 (2022)                     | 417                | modifier les données · modifier les données |
| Bost                           | 03033      | CA Vichy Communauté | 9,48             | 180 (2022)                        | 19                 | modifier les données · modifier les données |
| Creuzier-le-Neuf               | 03093      | CA Vichy Communauté | 10,88            | 1 235 (2022)                      | 114                | modifier les données · modifier les données |
| Creuzier-le-Vieux              | 03094      | CA Vichy Communauté | 11,38            | 3 246 (2022)                      | 285                | modifier les données · modifier les données |
| Canton de Cusset               | 0304       |                     | 63,67            | 17 990 (2022)                     | 283                | modifier les données                        |

## Démographie depuis 2015
En 2022, le canton comptait 17 990 habitants, en évolution de +3,38 % par rapport à 2016 (Allier : −1,38 %, France hors Mayotte : +2,11 %).
| 2013   | 2018   | 2022   |
| ------ | ------ | ------ |
| 18 147 | 17 347 | 17 990 |